# ハンナ・ラースロー
ハンナ・ラースロー（חנה לסלאו, Hana Laszlo, Hanna Laslo, László Hanna, 1953年6月14日 - ）はイスラエルのヤッファ出身の女優。László [ˈlɑ̈ːsloː]（ラースロー）はハンガリー人の姓。日本では英語風の発音でハンナ・ラズロと表記されることもある。

## 略歴
両親は共にホロコーストを生き残った。
2005年の『フリー・ゾーン 〜明日が見える場所〜』でカンヌ国際映画祭女優賞を受賞。

## 主な出演作品
- アリラ Alila (2003)
- フリー・ゾーン 〜明日が見える場所〜 Free Zone (2005)
- On the Road to Tel Aviv (2008)
- Adam Resurrected (2008)
- Ultimatum (2009)

## 参照
1. ↑  The Wonders of Hana Laszlo